# デニッシュ

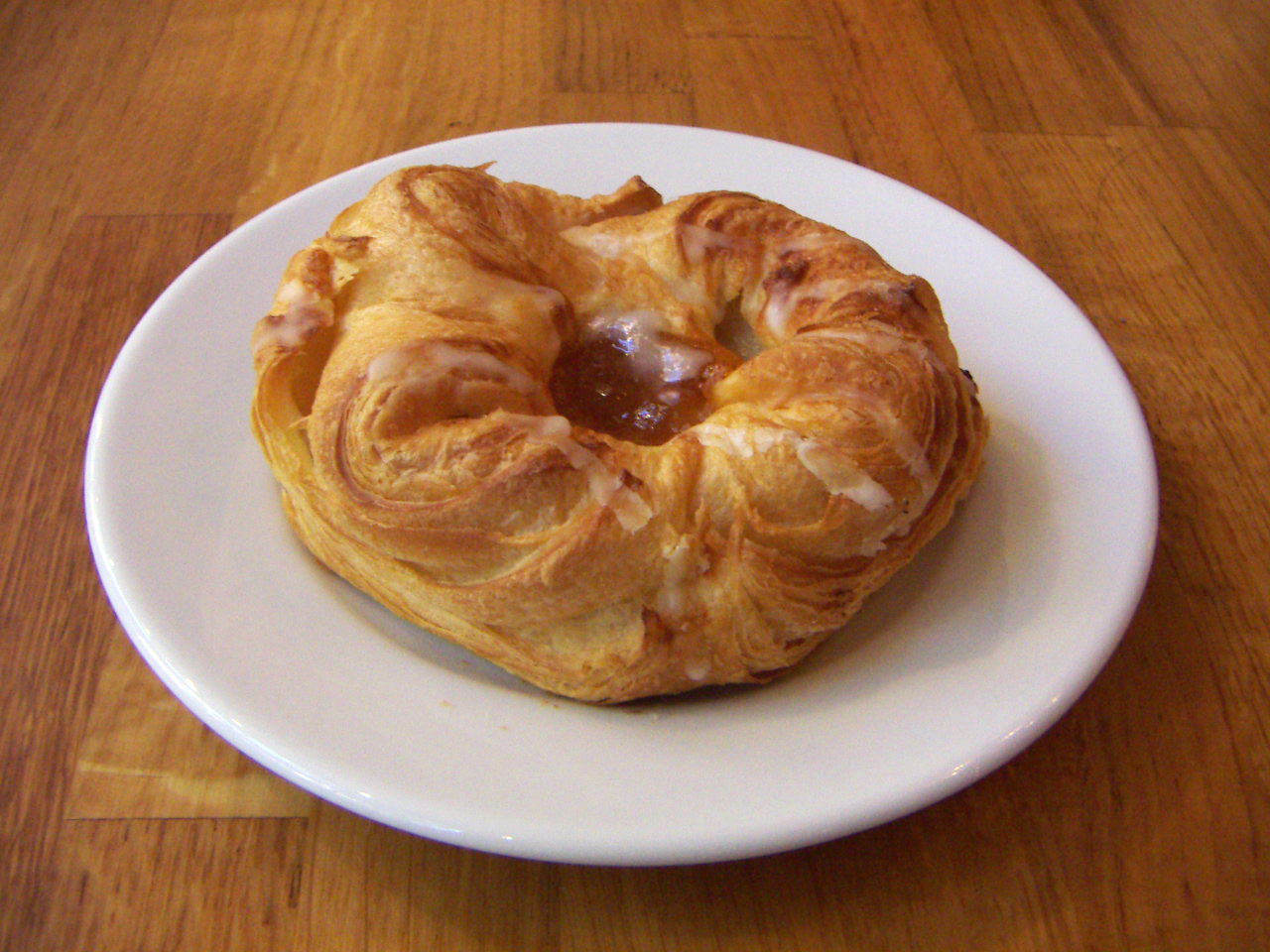
リンゴのデニッシュ

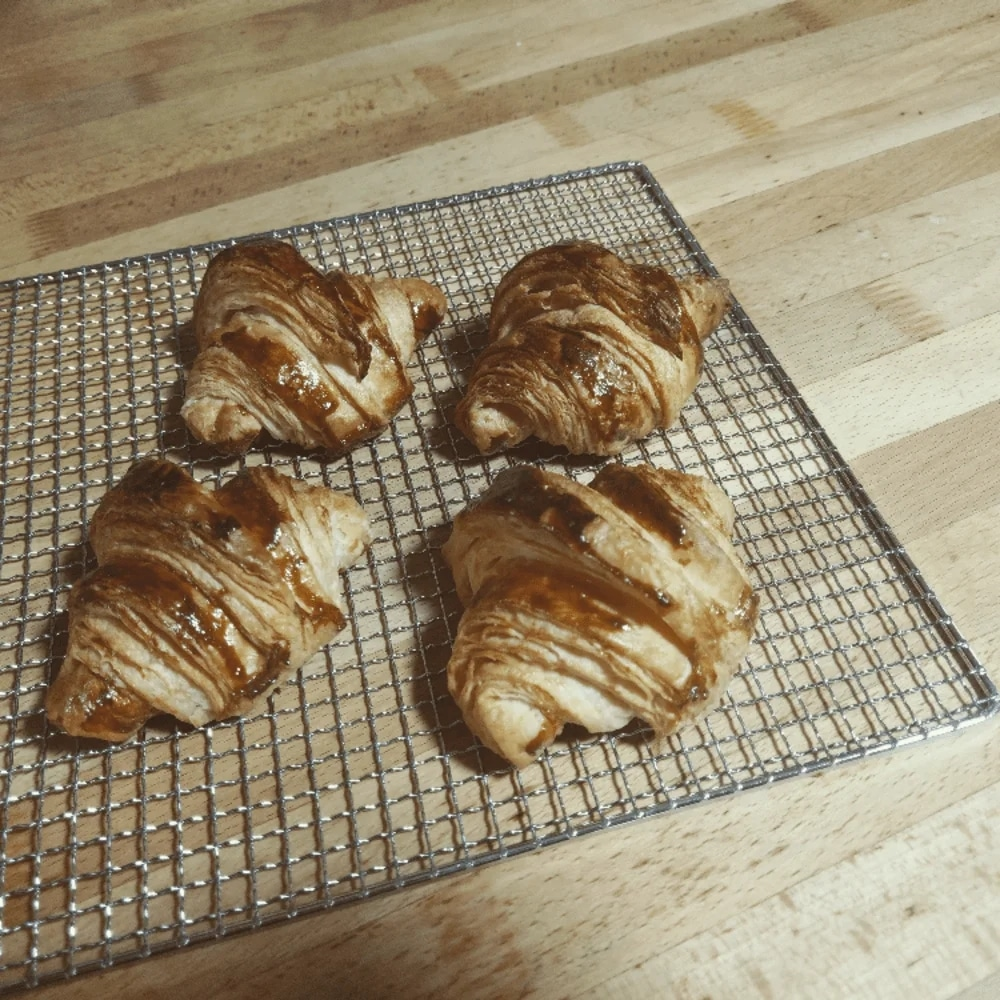
デニッシュ生地がベースのクロワッサン

デニッシュ（Danish [ˈdeɪnɪʃ]）とは、パンの一種。デンマークとオーストリア、世界各国で様々なものを指す場合がある。「デニッシュ・ペストリー」という呼び方もある。
原料として、小麦、イースト、牛乳、卵、多量のバターを含む。その他の油脂類を含む場合もある。イーストの入ったパン生地を薄く延ばし、バターを塗り込み何重にも重ね、巻き込む。数回繰り返すことでサクサクする食感やバターの風味ができ上がる。ただし、作り方には例外もある。
デンマークではチョコレートや砂糖などをトッピングしたり、ジャム、マルチパン、カスタードを詰めたりするものもある。形もいろいろあり、中に詰め物のある丸いものや、螺旋状に巻いたもの、ひらがなの「め」の字に似た「クリンゲル」などもある。デンマークのパン職人が、酪農王国ならではのバターや鶏卵をたっぷり使ってサクサクとした食感の生地に改良した。クロワッサンのようなバターを何層にも折り込んだパン生地に、フィリングとコーティングやトッピングを組み合わせ、様々な種類を作ることができる。生地はクロワッサンに似ている。だが、クロワッサンと同生地を使っている店と、別生地を使っている店があり、一概に同じとは言えない。
デンマークでは誕生日などのお祝いにはケーキの代わりに食べる。大きな「クリンゲル」や、子供のバースディには男の子や女の子の形の「カイヤマン」を作り、みんなで切り分けて食べる。
デニッシュとはデンマークが由来という意味だが、そのデンマークでは、オーストリアのウィーンで発祥したと伝えられているため、「ヴィナーボズ(wienerbrød)」（ウィーンのパン）と呼ばれている。
日本ではアンデルセンで販売されたのが最初。1959年、タカキベーカリーの創業者の高木俊介が初めて欧州旅行に出かけ、デンマークのコペンハーゲンのホテル・ヨーロッパで食べた、朝食のデニッシュペストリーに感動したのがきっかけである。菓子パンとしてのみならず、ベシャメルソースやトマトソース、マヨネーズなどと具を乗せて焼いた調理パンとしても多く流通している。